# Station Słomniki
Station Słomniki is een spoorwegstation in de Poolse plaats Słomniki.